# Allen Bathurst, I conte Bathurst
Allen Bathurst, I conte Bathurst (Westminster, 16 novembre 1684 – Cirencester, 16 settembre 1775), è stato un politico inglese.

## Biografia
Bathurst era il figlio maggiore ed erede di Sir Benjamin Bathurst, e di sua moglie, Frances Apsley, figlia di Sir Allen Apsley. Apparteneva a una famiglia che si dice si sia stabilita nel Sussex prima della conquista normanna.
Bathurst si iscrisse al Trinity College di Oxford e succedette a suo padre il 27 aprile 1704.

## Carriera
Alle elezioni generali inglesi del 1705 Bathurst fu eletto per Cirencester. Alle elezioni generali inglesi del 1708 fu di nuovo eletto per Cirencester, ma le elezioni furono dichiarate nulle il 10 dicembre 1709. Il 1 gennaio 1712, con altri undici - i dodici apostoli, così chiamati - fu elevato alla pari dalla regina Anna come barone Bathurst, di Battlesden nella contea di Bedford. Lasciò il suo posto nella Camera dei Comuni per sedersi nella Camera dei Lord.
Come zelante Tory ha difeso Francis Atterbury, vescovo di Rochester, e nella Camera dei Lord era un avversario di Sir Robert Walpole. Attento a non impegnarsi mai in trame giacobite, Bathurst era rimasto in gran parte distaccato dalla sporca faccenda del complotto. Non era un uomo profondamente religioso, era un eccellente, come Carlo I, nella collezione di oggetti d'arte. Viaggiando in Europa durante il Grand Tour in Italia, acquistò mobili, dipinti e pietre preziose. La dimora di Cirencester Park nelle Cotswold Hills divenne un centro di alta cultura, attività intellettuali e un paradiso per gli eccessi dell'esoterico. Fu uno dei primi aristocratici favolosamente ricchi ad abbellire i giardini. Bathurst seguì i piani del primo poeta-filosofo inglese, Alexander Pope. Parlava correntemente ebraico, greco, latino, aramaico e arabo, scriveva poesie episodiche e rappresentazioni teatrali. Contava tra i suoi amici più cari Sir Joseph Addison e Sir Richard Steele. Bathurst era apprezzato e ammirato per la sua generosità; ma dietro la facciata c'era un acume negli affari. Bathurst non ha mai speso troppo, ma investì molto nei suoi progetti. Verso la fine della sua vita non si avventurò nelle sale da gioco e nelle capitali del vizio.
Dopo che Walpole lasciò l'incarico, fu nominato consigliere privato il 13 luglio 1742. Dal 1742 al 1744 prestò servizio come Captain of the Honourable Corps of Gentlemen-at-Arms. Fu nominato tesoriere del Principe di Galles quando lo sfortunato Federico era già alla fine della sua vita. Bathurst era responsabile delle caotiche finanze del Principe nella sua stravagante casa a Leicester Square, ottenendo una pensione annuale dal nuovo re di 2000 £.
Nell'agosto 1772 fu creato conte Bathurst. Era tra i fondatori del Foundling Hospital.

## Matrimonio
Sposò, il 6 luglio 1704, Catherine Apsley (6 luglio 1688-8 giugno 1768), figlia di Sir Peter Apsley. Ebbero sei figli:
- Lady Catherine Bathurst (?-1783), sposò Henry Reginald Courtenay, ebbero due figli;
- Lady Jane Bathurst, sposò James Buller, ebbero tre figli;
- Benjamin Bathurst (1711-23 gennaio 1767), sposò Lady Elizabeth Bruce, non ebbero figli;
- Henry Bathurst, II conte Bathurst (20 maggio 1714-6 agosto 1794);
- Frances, sposò William Wodehouse, non ebbero figli;
- Allen Bathurst (6 settembre 1729).

## Morte
Morì il 16 settembre 1775. Fu sepolto nella chiesa di Cirencester.